# Stuor Seukok
Stuor Seukok är ett berg i Gällivare kommun; Norrbottens län. Stavningsvarianter av namnet förekommer; exempelvis Stuor Seggok, Stuor Seukok och Stuor Seggok. Berget ligger nära Unna Seukok och Jälletjåkko.